# Soubresauts
Soubresauts (Stirrings Still) est la dernière œuvre en prose de Samuel Beckett, publiée en langue anglaise en 1988 et en français en 1989, Beckett ayant lui-même assuré la traduction. La nouvelle fut intégralement publiée dans le quotidien britannique The Guardian, en date du 3 mars 1989.
Le style de ce court texte (près de deux-mille mots) est extrêmement dépouillé, les articles se limitant au strict minimum et toute forme de ponctuation autre que le point ou le point d'interrogation ayant disparu,.